# 氟磺酸三碘
氟磺酸三碘是一种无机化合物，化学式为I3SO3F，它是碘的氟磺酸盐之一。它可由碘和氟磺酸碘(I)反应制得：
{\displaystyle \mathrm {I_{2}+ISO_{3}F\ {\xrightarrow {85\,{}^{\circ }C}}\ I_{3}SO_{3}F} }
它和C2F4反应，生成ICF2CF2O3SF和I2。它可溶于硫酸，在水中完全水解。